# Burlington Northern Inc.
Burlington Northern Inc. (BNI) war eine amerikanische Holdinggesellschaft. Sie war ab Mai 1981 das Führungsunternehmen des Burlington-Northern-Konzerns. Wichtigste Tochtergesellschaft war die Eisenbahngesellschaft Burlington Northern Railroad. 1995 erfolgte die Fusion mit der Santa Fe Pacific Corporation zur Burlington Northern Santa Fe Corporation.

## Geschichte
1970 entstand aus der Fusion der Great Northern Railway, der Northern Pacific Railway, der Chicago, Burlington and Quincy Railroad und der Spokane, Portland and Seattle Railroad die als Burlington Northern Inc. (BN) firmierende Bahngesellschaft. Nach der Fusion mit der St. Louis – San Francisco Railway 1980 wurde der Konzern reorganisiert und die Bahngesellschaft wurde am 14. Mai 1981 in Burlington Northern Railroad umbenannt, während die neu gegründete Holdinggesellschaft (Burlington Northern Holding Co.) den Namen Burlington Northern Inc. erhielt. Gleichzeitig wurden einige bisher als Abteilungen geführte Unternehmensbereiche zu eigenständigen Gesellschaften. 
Steigende Lohnkosten und längere Streiks im Eisenbahnbereich zeigten das Risiko auf, dass die wirtschaftliche Situation des Gesamtunternehmens durch die größte Tochtergesellschaft, die Bahngesellschaft, stark beeinflusst werden konnte. Der Plan des Präsidenten Richard M. Bressler war es deshalb, eine der Bahngesellschaft vergleichbar starke Sparte im Energie- und Rohstoffgeschäft aufzubauen. Am 13. Dezember 1983 wurden deshalb das Pipeline-Unternehmen El Paso Company und 1985 das Öl- und Gasunternehmen Southland Royalty Company übernommen. 
Die Fluggesellschaft  Burlington Northern Air Freight wurde 1982 an die Pittston Company verkauft. Die Spedition Burlington Northern Motor Carrier Inc. (vormals BN Transport Inc.) wurde 1988 verkauft.
Es zeichnete sich ab, dass der Rohstoff- und Energieunternehmen höher bewertet wurde, als das Gesamtunternehmen. Zur Verbesserung des Shareholder Value wurde deshalb entschieden, diesen Unternehmensteil auszugliedern. Außerdem blieben jetzt die Risiken der einzelnen Geschäftsbereiche auf die jeweiligen Unternehmen begrenzt. Im Mai 1988 wurden die bisherigen Tochterunternehmen Meridian Oil, El Paso Natural Gas, Plum Creek Timber, Meridian Minerals und die Glacier Park Company in die neu geschaffene Burlington Resources Inc. überführt. Am 7. Juli 1988 erfolgte ein erster Börsengang dieses Unternehmen und zum Jahresende erfolgte die vollständige Ausgliederung dieses Bereiches.
Die Fusionen im Bahnbereich seit Beginn der 1980er Jahre, vor allem die Übernahmen des direkten Konkurrenten Union Pacific Railroad Anfang der 1990er Jahre führten dazu, dass sich auch die Burlington Northern nach einem Fusionspartner umschaute. In der Santa Fe Pacific Corporation wurde ein passendes Unternehmen gefunden. Nach der Genehmigung durch die Interstate Commerce Commission wurde zum 22. September 1995 die Fusion zwischen der Santa Fe Pacific Corporation und der Burlington Northern Inc. zur Burlington Northern Santa Fe Corporation vollzogen.

## Unternehmenssitz

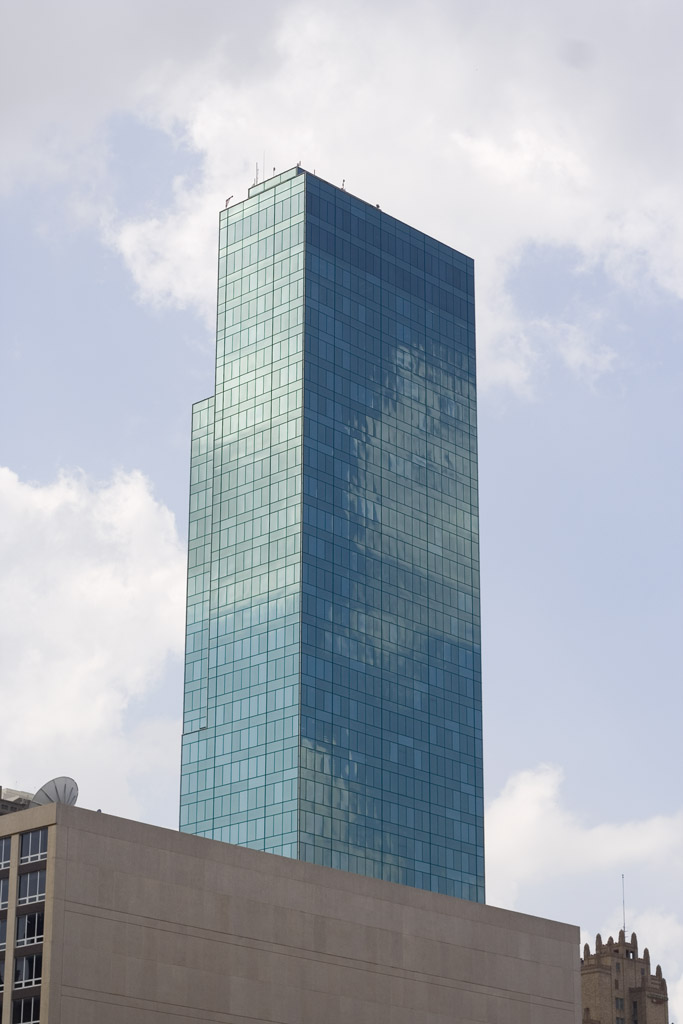
Continental Plaza, 777 Main Street Ft. Worth, Unternehmenssitz von 1988 bis 1995

Bei Gründung des Unternehmens wurde Seattle als Unternehmenssitz gewählt. Die Burlington Northern bezog Büroräume im neu errichteten Hochhaus 1111 Third Avenue ab 1983 im Wells Fargo Center 999 Third Avenue. Nach der Abspaltung von Burlington Ressources 1988 blieb diese in Seattle, während die Burlington Northern Inc. ihren Sitz nach Fort Worth (Texas) zum Sitz der Bahngesellschaft ins Continental Plaza (777 Main Street) verlegte. Gleichzeitig begann das Unternehmen mit der Planung und Bau eines neuen Unternehmenssitzes im Norden von Fort Worth, der unter anderem auch die gesamte operative Überwachung des Bahnbetriebes übernehmen sollte. Die Fertigstellung und Inbetriebnahme diese Komplexes im Norden von Fort Worth erfolgte erst nach der Fusion mit der Santa Fe Pacific Corporation und ist heute Unternehmenssitz der BNSF.

## Tochtergesellschaften
Mit der Gründung der Burlington Northern Inc. 1981 entstanden folgende eigenständige Tochterunternehmen:
- Burlington Northern Railroad Company,
- Meridian Land & Mineral Co. (Kohlebergbau),
- Milestone Petroleum Inc.,
- BN Transport Inc.,
- Glacier Park Co. (Grundbesitzverwaltung),
- BN Timberlands Inc.,
- Burlington Northern Air Freight Inc. und
- Plum Creek Inc. (Holzproduktion).

Zum Zeitpunkt der Fusion zur Burlington Northern Santa Fe Corporation 1995 hatte die Gesellschaft folgende Tochterunternehmen:
- BN Leasing Corporation
- Burlington Northern International Services Inc.
- Burlington Northern  - Mexico Inc.
- Burlington Northern Railroad Company
  - The Belt Railway Company of Chicago (8,3 %)
  - Burlington Northern Dock Corporation
  - Burlington Northern (Manitoba) Ltd.
  - Burlington Northern Railroad Holdings Inc.
  - Burlington Northern Worldwide Inc.
  - Camas Prairie Railroad Company (50 %)
  - Electro Northern Inc.
  - Houston Belt and Terminal Railway Company (24 %)
  - Iowa Transfer Railway Company (25 %)
  - Kansas City Terminal Railway Company (16,67 %)
  - Longview Switching Company (50 %)
  - M T Properties Inc. (37,8 %)
  - Northern Radio Ltd.
  - Paducah and Illinois Railroad Company (33,3 %)
  - Portland Terminal Railroad Company (40 %)
  - Terminal Railroad Association of St. Louis (14,3 %)
  - TTX Company (6,2 %)
  - Western Fruit Express Company
  - The Wichita Union Terminal Railway Company (33 %)
  - Winona Bridge Railway Company
- Burlington Northern Relocation Services Inc.
- INB Corporation
- M-R Holdings Acquisition Company
- Midwest/Northwest Properties Inc.

## Unternehmensleitung
- Louis W. Menk: Chairman of the Board und Chief Executive Officer: Mai bis August 1981
- Richard M. Bressler: Chairman of the Board: August 1981-Oktober 1990; Chief Executive Officer und President: August 1981 bis 31. Dezember 1988
- Gerald Grinstein: Chairman of the Board: Juli 1991 bis September 1995; Chief Executive Officer: 1. Januar 1989 bis September 1995; President 1. Januar 1989 bis Juli 1991